# Cossypha isabellae
Cossypha isabellae là một loài chim trong họ Muscicapidae.